# Fluchthorn
Pour les articles homonymes, voir Fluchthorn (homonymie).
Le Fluchthorn (littéralement « Corne de la fuite »), ou en romanche Piz Fenga, est un sommet des Alpes, à 3 398 ou 3 399 m, dans le massif de Silvretta, à cheval entre l'Autriche (Tyrol) et la Suisse (canton des Grisons).
Le sommet méridional était le plus élevé jusqu'à son effondrement dans un glissement de terrain le 11 juin 2023.